# Een tip van de sluier (lied)
Een tip van de sluier is een nummer van Boudewijn de Groot, afkomstig van zijn album Van een afstand. Het lied is de titelsong van de film Een tip van de sluier van filmmaker Frans Bromet.

## Achtergrond
Na het debacle van de vorige singles wilde De Groot terugkeren naar zijn muzikale vrienden uit het verleden. Arrangeur Bert Paige was echter ziek, en muziekproducent Tony Vos was herstellende van een auto-ongeluk. De Groot moest zelf produceren met steun van orkestleider Job Maarse. Hij had wel de beschikking over de toen net vernieuwde Wisseloord Studio's.
Een tip van de sluier gaat over hoe moeilijk het is om een ander, bijvoorbeeld een geliefde, te doorgronden als die zich blijft verbergen achter een lach en nooit meer dan een tip van de sluier oplicht. Het lied is geschreven door De Groot en Lennaert Nijgh.
De B-kant De zwemmer was een lied dat Ruud Engelander (die had meegeschreven aan De Groots lied Jimmy) ooit voor Rob de Nijs had geschreven. De combinatie leverde voor De Groot geen plaats in de Nederlandse hitparades op.

## Versies
Free Souffriau en Stef Bos hebben Een tip van de sluier ook opgenomen.

## NPO Radio 2 Top 2000
| Nummer met noteringen in de NPO Radio 2 Top 2000 | '00 | '01 | '02 | '03 | '04 | '05 | '06 | '07 | '08 | '09  | '10  | '11  | '12  | '13  | '14  | '15  |
| ------------------------------------------------ | --- | --- | --- | --- | --- | --- | --- | --- | --- | ---- | ---- | ---- | ---- | ---- | ---- | ---- |
| Een tip van de sluier                            | 843 | 612 | 891 | 555 | 636 | 558 | 619 | 817 | 636 | 1070 | 1324 | 1511 | 1484 | 1660 | 1884 | 1455 |

1. ↑  Een vetgedrukt getal geeft de hoogste notering aan.
2. ↑  2000 was het eerste jaar met een notering voor dit nummer.
3. ↑  Deze tabel is bijgewerkt tot en met de laatste editie (2024).